# 性介助
性介助（せいかいじょ、英: sexual care）、または性介護（せいかいご）とは、障害者に対して性行動の支援を行う行為のことである。
人間は年齢に関わらず、さまざまな性行動を行いうる。特に思春期以降、健常者では普通に行われている性行動であっても、障害者、特に身体障害者の場合には、四肢の欠損、関節の運動範囲の制限、筋肉や神経の障害など、その障害ゆえに性行動を行うことが困難となる場合がある。
ノーマライゼーションの考え方に基づき、その一部を介助することで、健常者と同じように性行動ができるようにすることを目的とするのが性介助である。

## 射精介助
射精介助とは、性介助の代表的なものであり、オナニーによって自力で射精することができない運動障害をもつ男性に対して、射精できるように他者が介添えをする行為のことである。
健常な男性の97%がオナニーの経験があり、また16歳～19歳の男性ではおよそ4割がほぼ毎日（週4～5回以上）、9割が週に１回以上オナニーをすると回答しているように、男性にとってオナニーは日常的な行為であるが、脳性まひや筋ジストロフィーなどによる運動障害によって、手を動かせなかったり、脱衣自体が困難であり介助を要するような障害を持っている場合、自力でオナニーをすることが出来なかった。
射精介助ではまず、対象者の下衣を脱衣させて性器を露出させ、介助者は医療用のゴム手袋などを付ける。性器や周辺を清拭したうえで、ローションを使い、手で陰茎を刺激する。勃起したことを目視にて確認したら、精液が飛び散らないよう、コンドームを装着する。
脱衣後は対象者が自身の手で、もしくは補助具を装着したオナホールを使うことで自分で陰茎を刺激して射精に至ることのできる対象者の場合は、射精に至るまで、対象者のオナニーを見守る。自力で陰茎を刺激できない対象者に対しては、介助者が手でピストン運動を行い陰茎亀頭や陰嚢などの性感帯を刺激して絶頂に至らしめ射精させる。
対象者が射精したことを対象者の反応や射出された精液の目視にて、性的興奮が収まったことを陰茎の勃起緩解の目視によって確認したのち、コンドームを外してローションや精液を拭い、再度清拭したのちに着衣させて終了となる。
多くの場合は射精するために射精介助と呼ばれるが、機能障害等により射精せずドライオーガズムとなる場合もある。
また、本人の意思と射精介助を行うことの可否に他者の意思が介在することは、射精管理につながるおそれがある。

## 性交介助
性交介助は、カップルの一方または両方に身体障害があるために性交が困難なカップルの、性交を介助する性介助である。一般的には、体位の保持、体位の変換、膣へ陰茎を挿入する際の介添えや、衣服の着脱の介助などのことをいい、行為後の陰茎や膣周囲の清拭を含む場合もある。日本でかつて性交介助を行っていたホワイトハンズでは、妊娠を希望する夫婦に対象を限定し「受精介助」という名前でサービスを行っていた。

## 問題点
性介助サービスを提供できる範囲には大きな制約があるため、健常者と同じように性行動ができるようにする、という趣旨の実現には困難を伴っている。
- 本人の意思、希望を確認せずに性介助を行った場合は性的虐待にあたるおそれがあるため、意思を確認することが難しい重度の障害者の場合は性介助を行うことも困難となる。
- 未成年者や、性的同意年齢未達者への性介助の提供は、性風俗サービスとの境界の不明確さから、風俗営業を規制する各種法律、淫行防止条例、児童を保護する法令によって、非常に困難、または不可能である。ソフト・オンデマンドの調査によると、オナニー開始年齢は平均で13.2歳（2009年調査[6]）、13.4歳（2012年調査[7]）、割合では12歳（2009年調査）、13歳（2012年調査）が最も多く、およそ6割の男性が11歳から14歳までの間に初めてのオナニーを経験していること、などと比較すると、性欲の高まる思春期に健常者と同様の性的体験を実現できないという問題が残る。